# 渡邊守成
渡邊 守成（わたなべ もりなり、1959年2月21日 - ）は、日本の新体操指導者、スポーツ団体管理者。体操競技選手も経験している。第9代国際体操連盟 (FIG) 会長。国際オリンピック委員会委員。2019年7月現在、イオングループのサラリーマンでもある。

## 経歴・人物
福岡県小倉市（のちの北九州市）出身。福岡県立戸畑高等学校在学時に当時、体操部に部員がいなかったので体操部専用体育館で仲間たちと遊んでいたら体操競技を始めさせられる。
高校卒業後に東海大学体育学部へ進学し、在学中の1981年に交換留学制度を利用してブルガリアへ渡航、ブルガリア国立体育大学に2年間留学する。ブルガリア時代には同国の体操競技代表チームのコーチも務めた。
留学先のブルガリアは新体操の強豪国であったこともあり、当時のブルガリア新体操代表チーム監督・ネシュカ・ロヴェヴァに教えを請う等、世界トップレベルの新体操に魅せられ、間近に接した経験からこの魅力を日本へ持ち込もうと考え、大学卒業前に企業のコーポレートアイデンティティとして新体操教室を展開する企画書を作り、小売業界にコラボの売り込みをして回った。ジャスコから、コラボじゃなくて入社しないかと誘われ、それを受けた。ジャスコへ1984年に入社。新入社員としてスポーツ事業部に配属され、早々、ジャスコ新体操教室（のちのイオンスポーツクラブ）の事業展開に携わり、最初の教室を千葉市の扇屋ジャスコマリンピア店（のちのイオンマリンピア店）に開く。同時に、ジャスコ新体操クラブ（のちのイオン新体操クラブ）代表として指導者の立場から選手育成にも力を注いだ。
2000年代のジャスコの事業・組織再編などを経てイオンリテールへ転属となり、同社スポーツ&レジャー事業部へ配属、2014年3月10日の人事異動でスポーツ&レジャー事業部部長となった。イオンリテールが運営するイオンスポーツクラブは渡邉が会長を務める国際体操連盟での新興種目パルクールの教室も2020年までに始めている。2018年4月現在、イオングループのイオンリテール・スポーツ事業本部長。
1992年に全日本新体操クラブ連盟（のちの日本新体操連盟）を設立。また、その上部団体の日本体操協会のフロントには早い段階で入った。1996年アトランタオリンピック、2000年シドニーオリンピックで獲得したメダルがゼロだったことに日本体操協会会長の徳田虎雄が激怒。「俺も辞めるから役員はみんな辞表を出せ」と全理事を辞めさせる。徳田は渡邉に、新しい会長と役員を探して、新しい協会を作って2004年アテネオリンピックではメダルを取れ、と依頼する。2000年、新会長にはジャスコ副会長を退任したばかりの二木英徳に就いてもらい、専務理事はFIG理事の滝沢康二に依頼、自身は常務理事に選出され、2009年に専務理事に選出された。組織改革は進み、2004年アテネオリンピックでは4個、2008年北京オリンピックでは2個のメダルを日本チームは獲得する。しかし、渡邊が本流の新体操は2020年現在、オリンピックでは日本チームの獲得メダル数はゼロである。
国際体操連盟に於いては2012年にメキシコ・カンクンでの連盟総会での役員改選で理事に立候補して68票を獲得して1位当選を果たし、2013年から理事を務めており、2016年10月に東京都港区のヒルトン東京お台場で開催された第81次国際体操連盟総会での役員改選では会長に立候補し、ジョルジュ・グルゼク（フランス）との選挙では100票を獲得して第9代会長に当選した。
2017年1月1日に正式に会長に就任。任期は4年間となる。
2018年1月に発足した日本アーバンスポーツ支援協議会の会長を務める。アーバンスポーツはエクストリーム・スポーツの類義語で会長がジャック・ロゲのころから若者たちをスポーツに回帰させるため国際オリンピック委員会（IOC）が力を入れているスポーツ分野であり、BMX、FIGのパルクールや2020年東京オリンピックの新種目スケートボード、スポーツクライミング、サーフィン、3x3、2024年パリオリンピックの新種目ブレイキンらも含んでいる。
2018年7月、北朝鮮体操協会の招待で12～14日の日程で訪朝した。
同年7月20日、IOC会長のトーマス・バッハはスイスのローザンヌで開かれた3日間の理事会終了後に記者会見し、渡邊を委員として推薦することを表明。同年10月のIOC総会で正式決定を諮る。同年10月9日、渡邊の委員就任が決定。
同年8月9日、eスポーツの国内競技連盟である日本eスポーツ連合 (JeSU) の特別顧問に就任。
同年11月8日、東京オリンピック・パラリンピック競技大会組織委員会の理事就任も決まった。
2019年6月26日、ボクシングの国際競技連盟AIBAの不明朗な組織運営などを理由に、2020年東京オリンピックでAIBAに替わってボクシングを主管することになった特別作業部会IOCボクシング・タスクフォースの座長に就くことがスイスのローザンヌで開かれたIOC総会で承認された。
2021年11月6日、トルコ・アンタルヤで開かれた総会にて役員改選が行われ、欧州体操連合会長のファリド・ガイボフ（アゼルバイジャン）を破り再選。